# Desperados: Wanted Dead or Alive
Desperados: Wanted Dead or Alive je akční realtimová strategie firmy Spellbound Software z roku 2001, která se odehrává v prostředí divokého západu. Jejím pokračováním je hra Desperados 2: Cooper's Revenge.

## O hře
Roku 2001 spatřila světla světa hra z kovbojského prostředí podobná legendárním Commandos.
V překladu Bandité: Hledají se živí nebo mrtví. Hra nás zavádí do chvíle, kdy jistá vlaková společnost potřebuje pomoc, protože její vlaky jsou přepadávány bandity v čele s El Diablem. Společnost proto povolává Johna Coopera a najímá ho, aby tento nemalý problém vyřešil. John jakožto typický hrdina z počítačové hry tuto nelehkou výzvu přijímá.

## Postavy
Každá vaše postava (maximálně jich bude 6) má u sebe několik věcí a disponuje několika schopnostmi, které náležitě využijete. Všichni umí jezdit na koni a zároveň na něj skočit, pokud je kůň poblíž a vaši hrdinové jsou v budově nad ním.

### Postava 1 – John Cooper
Hlavní hrdina John Cooper má klasický šestiranný kolt, podřezává krky nožem, kterým také hází, rozdává pěsti a nepřátele láká hrajícími hodinkami. Krom toho umí osedlat koně nebo odnášet mrtvé či svázané lidi. Umí také lézt po stěnách a je pravděpodobně nejvyužívanější postavou ve hře.

### Postava 2 – Sam Williams
John ovšem tento nelehký úkol nezvládne sám, proto si zajde pro své staré přátele. Prvním z nich je Sam Wiliams. Je výbušným typem – hází dynamity a odpaluje soudky s TNT. Využívanou vlastností bude jistě had, který potichu odstraní nepřátele v jeho blízkosti. Pak už má jen staré dobré kovbojské vlastnosti jako je svazování nebo střelba z winchestrovky s velmi dobrým dosahem. Umí také ovládat kulomet, nemůže se s ním ale pohybovat.

### Postava 3 – Doc McCoy
Dalším členem skupiny je kovbojský "doktor" Doc McCoy. Pokud budete chtít někoho uspat, pak zvolíte Doca. Hází lahvičky s uspávacím plynem, nebo rafinovaně připevní onu lahvičku na balónek, který v ten pravý moment sestřelí. Doc dovede ze svého obleku vytvořit figurínu, kterou využijete k odlákání nepřátel, abyste je zatímco do ní budou střílet mohli zneškodnit uspávacím plynem. Určitě využijete i jeho schopnost uzdravování díky obvazům. Ke své pistoli může připevnit zaměřovač a tím vyrobit sniperku s extrémní účinností. Umí také odemykat zámky.

### Postava 4 – Kate O‘Hara
Členem týmu se stává i Kate O‘Hara, hráčka pokeru. Umí oslepit nepřátele zrcátkem, střílí mini-pistolí. Muže však dokáže lákat sexem, respektive poodhalením stehna. Přiláká nepřátele a místo užívání na ně čeká zbytek týmu nebo její kopnutí. Na lákání nepřátel má ještě balíček karet.

### Postava 5 – Pablo Sanchez
Co by to bylo za divoký západ bez Mexikánů jako je tvrďák Pablo Sanchez. Vlastní klasickou dvouhlavňovou brokovnici, kterou používá jak k zabíjení tak i k mlácení pažbou (především ve spojení se siestou, kdy si Sanchez jakoby zdřímne), uspává nepřátele tequilou, kterou nepřátelé rádi vypijí a velmi dobře hází kamenem, což rozhodně využijete dost často. Na rozdíl od Coopera dokáže nést dvě těla, stejně tak může nést kulomet a pokud ho pošlete dovnitř nějakého domu, tak zneškodní až tři nepřátele uvnitř. Krom toho také umí odtlačovat velké předměty.

### Postava 6 – Mia Yung
Posledním členem týmu bude Mia Yung se svojí opičkou. Místo revolveru používá foukačku s jedovatými šipkami. Je sice jen na jednu šipku, ale dokáže hodně – když šipka zasáhne cíl, nepřítel začne bezhlavě střílet kolem sebe. Nepřátele láká pomocí píšťalky a hrstky buráků. Ty hodí na zem a pošle za nimi Mr. Leonyho, svojí opičku, a vaši protivníci jsou danou situací dosti vyvedeni z míry a následně je odstraníte zbytkem týmu. Mia také využívá bouchací kuličky, které po výbuchu nepřítele zaslepí (Sanchez je potom může hromadně knock-outovat otočkou). Umí se také schovat do prázdného sudu.

## Ovládání postav a quick action
Nemusíte se bát, že byste postavy nedokázali ovládat, jelikož po každé záchranné misi, je tutoriál, který se počítá také mezi mise. Skvělou věcí je tzv. quick action, tedy rychlá akce. Naplánujete vašim postavám, co mají dělat, a pak už jen sledujete skvělou podívanou.
Nevýhodou hry je až zarážející podobnost s hrou Commandos od Pyro Studios. Proč? Rozmístění postav na liště, pohled na hru, každý má důležitou věc, kterou nemá jiný atd. Prostě skoro to samé, jen v jiném časovém období.

## Mise a nepřátelé
Hra má 25 misí a jejich obtížnost neroste lineárně, je to spíše postupně a na přeskáčku. Ve hře potkáte cca 30 druhů nepřátel a každý se v určité situaci chová jinak. Protivníci mají klasický trojúhelník pohledu, podle něhož poznáte, kam koukají. Když je tento kužel pohledu zelený je všechno O.K., když je žlutý, protivník je ve střehu a když je červený, jdou si pro vás.